# Потомак-Гайтс (Меріленд)
Потомак-Гайтс (англ. Potomac Heights) — переписна місцевість (CDP) в США, в окрузі Чарлз штату Меріленд. Населення — 1036 осіб (2020).

## Географія
Потомак-Гайтс розташований за координатами 38°35′57″ пн. ш. 77°8′16″ зх. д. / 38.59917° пн. ш. 77.13778° зх. д. (38.599167, -77.137683).  За даними Бюро перепису населення США в 2010 році переписна місцевість мала площу 3,42 км², з яких 2,78 км² — суходіл та 0,64 км² — водойми.

## Демографія
Згідно з переписом 2010 року, у переписній місцевості мешкало 1117 осіб у 504 домогосподарствах у складі 281 родини. Густота населення становила 327 осіб/км².  Було 562 помешкання (164/км²).
Расовий склад населення:
| - 92,2 % — білих - 4,5 % — чорних або афроамериканців - 0,4 % — корінних американців - 0,3 % — азіатів |

До двох чи більше рас належало 2,6 %. Частка іспаномовних становила 1,4 % від усіх жителів.
За віковим діапазоном населення розподілялося таким чином: 20,6 % — особи молодші 18 років, 61,1 % — особи у віці 18—64 років, 18,3 % — особи у віці 65 років та старші. Медіана віку мешканця становила 37,5 року. На 100 осіб жіночої статі у переписній місцевості припадало 90,0 чоловіків;  на 100 жінок у віці від 18 років та старших — 82,5 чоловіків також старших 18 років.
Середній дохід на одне домашнє господарство  становив 55 761 долар США (медіана — 52 645), а середній дохід на одну сім'ю — 58 879 доларів (медіана — 42 482). За межею бідності перебувало 11,4 % осіб, у тому числі 18,5 % дітей у віці до 18 років та 0,0 % осіб у віці 65 років та старших.
Цивільне працевлаштоване населення становило 572 особи. Основні галузі зайнятості: освіта, охорона здоров'я та соціальна допомога — 28,7 %, будівництво — 12,6 %, роздрібна торгівля — 10,1 %, мистецтво, розваги та відпочинок — 8,9 %.